# Platonisme
Het platonisme heeft in de eerste plaats te maken met de filosofie van Plato en zijn invloed op latere filosofen. De term kan ook betrekking hebben op de betekenis die er later aan gegeven werd, namelijk het platonistisch realistisch standpunt ten overstaan van het bestaan van de universaliën.

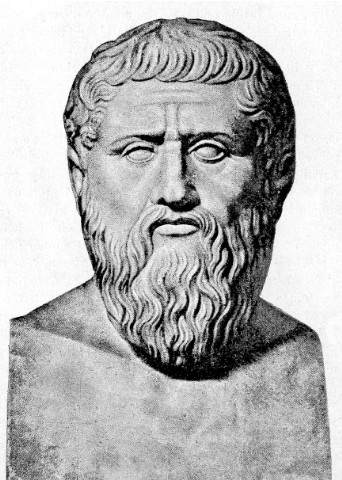
Plato (ca. 427 v.Chr.—347 v.Chr.

## Filosofie
Plato's centrale filosofische concept is de theorie van de Vormen, ook Ideeënleer genoemd. Hierbij maakt hij onderscheid tussen de fenomenen die we om ons heen zien - veranderlijke objecten die geen onderwerp van kennis kunnen zijn - en 'Vormen' (of 'Ideeën'), die eeuwig, perfect en onveranderlijk zijn, en buiten ruimte en tijd geplaatst. Zij zijn de drager van de oorspronkelijke concepten van schoonheid, waarheid en het goede en de filosoof dient naar contact met deze Vormen te streven wil hij ware kennis en inzicht verwerven. Alle sensibele objecten die we in onze leefwereld met de zintuigen waarnemen, zijn slechts onvolkomen kopieën van deze Vormen. Vandaar Plato's misprijzen voor een kunstenaar, want hij maakte slechts kopieën van kopieën, waardoor een schilderij of beeld een soort derderangsobject werd.

## Geschiedenis

### De Academie
In de eerste academie, (ook: de Oude Academie genoemd) die Plato omstreeks 385 v.Chr. zelf op zijn eigendom net buiten Athene oprichtte, werd mondeling onderwijs gegeven, waarbij niet alleen filosofie op het programma stond. Boven de poort van de Academie hing een opschrift: 'Wie geen aanleg heeft voor meetkunde, trede hier niet binnen. ' Behalve wiskunde werd ook onderricht gegeven in onder meer astronomie, muziek, biologie en aan de Pythagoreeêrs ontleende getallensymboliek. Later, na Plato's dood, voer de Midden-Academie vanaf de 3e eeuw v.Chr. onder leiding van Arcesilaus en Cameades een meer sceptische koers. In de derde Academie (of Nieuwe Academie) vanaf ca. 160 v.Chr. werd wat afstand genomen van het scepticisme, en dat ging gepaard met een dogmatische terugkeer naar de leer van Plato. De Academie bleef als school bestaan tot 529 toen zij door de Byzantijnse keizer Justinianus gesloten werd.

### Middenplatonisme
Omstreeks 90 v.Chr. verwierp Antiochus van Ascalon het scepticisme, waarmee de periode gekend als middenplatonisme een aanvang nam. Platonisme werd hierbij vermengd met bepaalde peripatetische en stoïcijnse dogma's. In het middenplatonisme werden de Vormen (Ideeën) niet als transcendent beschouwd, maar immanent (inwonend) in de rationele geest. De fysieke werkelijkheid was een levend, bezield wezen, waar naar verwezen werd als 'Wereldziel'. Het eclectische karakter van het platonisme in deze periode is te merken aan de pythagorische invloeden (Numenius van Apamea) en de integratie met joodse filosofie (Philo van Alexandrië).

### Neoplatonisme
In de 3e eeuw verwierp Plotinus Plato's systeem. Hij vermengde elementen uit het middenplatonisme nu met oosterse mystiek. Aan de top van het Zijn plaatst hij 'Het Ene' of 'het Goede' als bron van alle dingen. Uit het Ene komt het Nous, de rede, waarin alle ideeën vervat zijn. De Wereldziel, als kopie van het Nous, wordt erdoor gegenereerd en die Wereldziel maakt gebruik van tot dan ongeordende materie om alle lichamen te vormen.

### Christendom en platonisme
Het christendom onderging de invloed van het platonisme eerst via Clement van Alexandrië en Origenes. Ook Augustinus was zwaar beïnvloed door het platonisme, vooral door Victorinus Afer.
In de middeleeuwen was platonisme lange tijd de dominerende filosofie. Heel wat elementen van het platonisme werden door christelijke theologen geadapteerd om de christelijke leer een rationele basis te verlenen. Vanaf de 13e eeuw taande de invloed van het platonisme en kreeg Aristoteles' filosofie meer aanzien in de middeleeuwse universiteiten. Toch was Thomas van Aquino's filosofie nog steeds hoofdzakelijk platonistisch.
- Gemeinsame Normdatei: 4046303-5
- Library of Congress Control Number: sh85103327
- Nationale Bibliotheek van Tsjechië: ph124111
- Nationale Bibliotheek van Israël: 987007555838905171